# Лесковац (городское поселение)
Лесковац (серб. Град Лесковац) — городское поселение в Сербии, входит в Ябланичский округ.
Население городского поселения составляет 151 964 человека (2007 год), плотность населения составляет 148 чел./км². Занимаемая площадь — 1025 км², из них 56,2 % используется в промышленных целях.
Административный центр городского поселения — город Лесковац. Городское поселение Лесковац состоит из 144 населённых пунктов, средняя площадь населённого пункта — 7,1 км².

## Статистика населения
| Год  | Население, чел. |
| ---- | --------------- |
| 1991 | 158 977         |
| 2001 | 156 877         |
| 2002 | 156 224         |
| 2003 | 155 544         |
| 2004 | 154 895         |
| 2005 | 154 113         |
| 2006 | 153 084         |
| 2007 | 151 964         |